# Quercus yonganensis
Quercus yonganensis är en bokväxtart som beskrevs av L.K.Ling och Cheng Chiu Huang. Quercus yonganensis ingår i släktet ekar, och familjen bokväxter. Inga underarter finns listade i Catalogue of Life.